# ギヤースッディーン・バルバン
バルバン（غياث الدين بلبن Ghiyāth al-Dīn Balban, ? - 1287年）は、北インドの奴隷王朝第9代スルタン（在位：1266年 - 1287年）。

## 生涯

### 政権掌握と即位まで
テュルク系遊牧民の出身で、父母は共に不明。生年に関してはトゥグルク朝の宮廷史家であるズィヤー・ウッディーン・バラニーの言によると晩年のバルバンは「80歳を越えていた」としているので、1210年代初め頃ではないかと推測される。
若い頃にモンゴルの侵攻によって捕らえられてマムルーク（奴隷軍人）となり、1232年に奴隷王朝の当時のスルターンであったイルトゥトゥミシュに宮廷奴隷として仕えた。このイルトゥミシュの時代に「ハーン」に任命されてイルトゥトゥミシュお付きの40人の奴隷の1人であった。だが当時は飲酒や賭博にふけって週に2、3回は宴会を催していたという。
1236年のイルトゥミシュの死後、その後継者らは政権を貴族に奪われて実権を持たなかった。バルバンはイルトゥトゥミシュ家の歴代スルターンの下で次第に頭角を現し、イルトゥミシュの子で第8代スルターンのナーシルッディーン・マフムード・シャーの時代には摂政として中枢を掌握し、1249年には娘をナーシルッディーンに嫁がせてイルトゥミシュ家と姻戚関係を結び、ナーシルッディーンから「ウルグ・ハーン・アーザム」の称号を与えられて国軍の指揮官に任じられ、テュルク系貴族の第一人者として政権を自由にする立場にまで上り詰めた。
だがナーシルッディーンと次第に対立。1253年には解任されて自領に追放された。だが1254年、ナーシルッディーンがバルバンが用いていたトルコ人に変えて非トルコ系の人材を重用するとトルコ系士官らがナーシルッディーンに反発。彼らは軍を率いてデリーを包囲し、バルバンの中枢復帰を求めた。このときバルバンはナーシルッディーンに王族を象徴する白い日傘（チャトル）を始めとする王の持ち物を渡すように要求。これらを全て奪い取った。あるとき、日傘を使用すると古参の貴族が嫌味な言葉を口にしたのでバルバンはこの貴族をすぐに殺害したという。そして1266年には傀儡（ノムナ）であったナーシルッディーンを毒殺して自らスルターンに即位した。

### 恐怖政治
奴隷王朝で3つめの王統となるバルバン家の支配を開始したバルバンであるが、即位後はスルターンの権威向上のために厳格な政治を断行した。知人であろうと見知らぬ人であろうと親しく接することはなく、冗談を言うことも許さなかった。笑うこともなく、また大声で笑うことも許さなかった。また領土全体にスパイ網を整備して密告を奨励し貴族の弱体化を図り、スルターン権力の神聖化、一族の優遇などを通してスルターン権力を強化した。中でもラージプートにおける正統クシャトリヤ（戦士階級）として社会的地位を求めていたメオ族に対しては2度にわたって軍を送り、殺害するという残虐さだったという。デリーから東方170キロのカテヘルで暴動が起こった際には男は全員殺せと命令し、バラニーの記録では「暴徒たちの血は川となって流れ、どの村にも、どの密林にも、惨殺された死体が山と積まれた。その死臭はガンジス川まで漂うほどだった」とある。こうして自身の独裁権力の構築に邁進した。
1271年には従兄弟でモンゴル帝国勢力の侵略を防衛していた名将であったシェール・ハーンと対立。彼を毒殺した。
1280年代初めにバルバンが寵愛していたベンガル総督で奴隷のトゥグリルがモンゴル対策に傾注していたバルバンの隙を突いて反乱を起こしてスルターンを自称し、独自の硬貨を鋳造し、金曜礼拝で自分の名前を唱えさせた。バルバンは2度鎮圧軍を送ったが撃退され、自ら指揮をとってトゥグリルを殺害して反乱を鎮圧。反乱に加担した者やトゥグリルに仕えたことがわずかでもある者を全て絞首刑に処した。

### モンゴル対策
当時、中央アジアにはチンギス・ハーンの次男であるチャガタイを祖とするチャガタイ・ハン国とチンギスの孫にあたるフレグを祖とするイルハン朝が勢力を張り、インド方面にたびたび侵略をかけていた。バルバンは即位前の1257年にチャガタイ・ハン国の軍にムルターンが包囲されたため、軍を率いてモンゴルと戦い、これをホラーサーンにまで追い返した。以後も従兄弟のシェール・ハーンの活躍などでたびたびモンゴル軍の侵略を撃退した。

### 後継者と自らの最期
1285年にイルハン朝のアルグンはガズナからパンジャーブに軍を侵攻させた。この戦いで防衛軍の指揮下にあった長男のムハンマドが戦死し、バルバンは期待していた後継者を失って大きな心痛を受けた。
それから2年後の1287年、またもアルグンの軍がパンジャーブに侵入してラーホールを略奪した。このような中で80歳を越えていたバルバンは遂に病に倒れ、死の3日前に主だった臣下を呼び集めて後継者は長男のムハンマドの子であるカイホスローにするように遺言して死去した。
バラニーはバルバンの恐怖政治について「国政の問題に精通した男だった。彼はマリクからハーンとなり、ハーンから王までのぼりつめた。王位につくと、そこに新しい輝きを与え、諸官庁に秩序をもたらし、効力が衰えたり、なし崩しになったりしていた制度を元に戻した。かくして政権の権威は復活し、王の厳しい規則と断固たる決断によって、身分の高い者も低い者も、領内のあらゆる人々がバルバンの支配に従うようになった」と賞賛している。また、バルバンは公明正大で即位した後は禁じられた楽しみを耽溺することもなかったという。

## 死後
バルバンの独裁的な政治はイルトゥミシュ家の脆弱な歴代スルターンの元で「君主は貴族の第一人者である」との認識を持つに至っていた貴族たちの不満を蓄積させており、さらにその下からは従来は貴族の枠から外れていた混血の部族や非テュルク系の軍人たちが台頭していた。また重臣らはバルバンの遺言を無視して、ムハンマドの弟であるフグラ・ハーンの子で20歳前後であった孫のカイクバードを即位させた。するとたちまち反動が起こり、またカイクバードの粛清もあって反乱と内紛が続発し、その死から3年後の1290年にカイクバードは虐殺されて奴隷王朝はハルジー朝に取って代わられて滅びた。

## 後継者対策
バルバンは長男で有能なムハンマドを溺愛していた。そのためムハンマドに自らの経験を基にした訓戒状を送るなどして後継者としての経験を積ませていた。だがムハンマドがモンゴルとの戦争で戦死したためバルバンはその心痛で病となり、結果的に後継者を欠くことになって王朝の滅亡までにつながった。ちなみに訓戒状の内容は贅沢にふけることの禁止、王の器量と野心、能力ある者を側近にすることなどを命じている。